# 初姓
初姓是一個中文姓氏。網上有流傳源於子姓，但知乎有用戶引用近年初姓後人的考證，認為初姓源於春秋戰國時期楚国的羋姓，原是楚国第七代国君熊严的第三子、中書令“叔堪”避居今日湖南衡山。其後人之後陸續遷居至湖北、山東及遼寧等地，及至遍佈全中國。

## 著名人物
根據《欽定古今圖書集成/明倫彙編/氏族典/初姓部》，初姓計有下列著名人士：
- 初虞世
- 初虞昌
- 初房
- 初燮
- 初西美
- 初汝為
- 初去花
- 初有成

現代名人計有：
- 初聲怡

## 延伸阅读
[在维基数据编辑]
 《欽定古今圖書集成·明倫彙編·氏族典·初姓部》，出自陈梦雷《古今圖書集成》